# Леслі Данн
Леслі Кларенс Данн (англ. Leslie Clarence Dunn, 1893, Баффало, Нью-Йорк, США — 1974) — американський генетик, професор Колумбійського університету (1928—1962), член Національної академії наук США, один із засновників генетики розвитку.
Походив з родини успішних фермерів та землевласників. 1907 року закінчив школу грамоти та поступив до середньої школи Лафаєтта в Баффало. У 1911—1915 роках вивчав зоологію в Дартмутському коледжі. У 1916 році почав навчання в аспірантурі професора Вільяма Касла в Гарвардському університеті. У 1917 році перервав навчання для участі в Першій світовій війні, де 1918 року перебував у американському експедиційному корпусі у Франції. У травні 1918 року одружився з Луїзою Портер. Повернувся до аспірантури у березні 1919 року. У 1920—1928 роках працював генетиком курей на експериментальній сільськогосподарській станції в Сторрсі в штаті Коннектикут. У 1928-1962 роках був професором генетики в Колумбійському університеті.
Підручник Данна «Принципи генетики» був найвідомішим у Сполучених Штатах Америки в 1940-1950-ті, тоді як його російський переклад мав більший за англійський тираж у СРСР. У часи лисенківщини він був заборонений та використовувався підпільно. Відвідав СРСР 1927 року, де спілкувався з радянським генетиком Олександром Серебровським. Був членом комітету радянсько-американської дружби та надзвичайного комітету для допомоги німецьким вченим.
Автор багатьох досліджень з генетики людських рас.
Мав двох синів — Роберта Леслі (1921-?) та Стівена Портера (1928-?).
Член Норвезької академії наук.